# Sōya subprefektur
Sōya (japanska: 宗谷総合振興局?, Sōya-sōgō-shinkō-kyoku) är ett förvaltningsområde (subprefektur) i Hokkaido prefektur i Japan. Området omfattar Hokkaidos nordligaste del. Det omfattar en stad och nio landskommuner. Landskommunerna är grupperade i fem distrikt, men dessa har ingen administrativ funktion utan fungerar i huvudsak som postadressområden. 

## Administrativ indelning
| Namn         | Namn       | Areal (km²) | Folkmängd (2022) | Distrikt       | Typ                  |
| Romaji       | Kanji      | Areal (km²) | Folkmängd (2022) | Distrikt       | Typ                  |
| ------------ | ---------- | ----------- | ---------------- | -------------- | -------------------- |
| Esashi       | 枝幸町     | 1 115,65    | 7 233            | Esashi         | Landskommun (köping) |
| Hamatonbetsu | 浜頓別町   | 401,59      | 3 324            | Esashi         | Landskommun (köping) |
| Horonobe     | 幌延町     | 574,10      | 2 305            | Teshio         | Landskommun (köping) |
| Nakatonbetsu | 中頓別町   | 398,51      | 1 559            | Esashi         | Landskommun (köping) |
| Rebun        | 礼文町     | 81,64       | 2 407            | Rebun          | Landskommun (köping) |
| Rishiri      | 利尻町     | 76,50       | 1 948            | Rishiri        | Landskommun (köping) |
| Rishirifuji  | 利尻富士町 | 105,62      | 2 332            | Rishiri        | Landskommun (köping) |
| Sarufutsu    | 猿払村     | 589,99      | 2 547            | Sōya           | Landskommun (by)     |
| Toyotomi     | 豊富町     | 520,69      | 3 859            | Teshio         | Landskommun (köping) |
| Wakkanai     | 稚内市     | 761,42      | 32 224           | inget distrikt | Stad                 |

1. 1 2  En del av Teshio distrikt ligger i Rumoi subprefektur.